# سنتر سيتي (كنتاكي)
سنتر سيتي (بالإنجليزية: Central City, Kentucky)‏ هي مدينة تقع في مقاطعة مولينبرغ، كنتاكي بولاية كنتاكي في وسط جنوب شرق الولايات المتحدة. تأسست عام 1826، تبلغ مساحة هذه المدينة 13.5 (كم²)، وترتفع عن سطح البحر 133 م، بلغ عدد سكانها 5978 نسمة في عام 2010 حسب إحصاء مكتب تعداد الولايات المتحدة .

## أعلام
- مارتي ماسون
- برنارد هيكمان

## وصلات خارجية
- The US50 - Cities and Towns in Kentucky State